# Heyday Films
Heyday Films — английская кинокомпания, основанная в 1997 году в Лондоне Дэвидом Хейманом.
Первой работой компании был фильм Людоед. Компания занималась продюсированием всех фильмов из серии о Гарри Поттере.
Её логотип впервые был представлен в 2005 году в фильме Гарри Поттер и Кубок огня, но в 2008 году, в фильме «Мальчик в полосатой пижаме» был изменён.

## Фильмы
- 1999 — Людоед
- 2001 — Гарри Поттер и философский камень
- 2002 — Гарри Поттер и тайная комната
- 2004 — Гарри Поттер и узник Азкабана
- 2005 — Предел[англ.]
- 2005 — Гарри Поттер и Кубок огня
- 2007 — Гарри Поттер и орден Феникса
- 2007 — Я легенда
- 2008 — Мальчик в полосатой пижаме
- 2008 — Есть там кто-нибудь?
- 2008 — Всегда говори «Да»
- 2009 — Гарри Поттер и Принц-полукровка
- 2010 — История любви
- 2010 — Гарри Поттер и Дары Смерти: часть 1
- 2011 — Гарри Поттер и Дары Смерти: часть 2
- 2013 — Гравитация
- 2013 — Мы — Миллеры
- 2013 — Тринадцатая сказка[англ.]
- 2014 — Приключения Паддингтона
- 2014 — Теркс и Кайкос
- 2014 — Солёное поле боя[англ.]
- 2014 — Сельма
- 2015 — Воспоминания о будущем
- 2016 — Фантастические твари и где они обитают
- 2016 — Свет в океане
- 2017 — Приключения Паддингтона 2
- 2018 — Фантастические твари: Преступления Грин-де-Вальда
- 2019 — Однажды в Голливуде
- 2019 — Брачная история
- 2020 — Таинственный сад
- 2022 — Фантастические твари: Тайны Дамблдора
- 2022 — Белый шум
- 2023 — Барби
- 2023 — Вонка